# Првослав Давинић
Првослав Давинић (Београд, 20. јул 1938) српски је политичар.

## Биографија
Он је бивши члан Г17+ и бивши министар одбране Србије и Црне Горе, рођен је 20. јула 1938. године у Београду. Дипломирао је на Правном факултету у Београду 1963. године. На истом Факултету докторирао је 1976. године на тему међународно-правна питања нуклеарног наоружања, а Универзитет државе Пенсилваније (САД) 1994. доделио му је титулу доктора наука из области међународних односа.
Научним радом почиње да се бави у Институту за међународну политику и привреду у Београду, а наставља га у Стокхолмском међународном институту за истраживање мира (СИПРИ). Од 1976. до 1999. године ради у Уједињеним нацијама. Каријеру гради у оквиру Департмана за разоружање на чије чело га 1991. године поставља генерални секретар УН. Од 1999. године радио је као амбасадор у Министарству иностраних послова. Објавио је велики број научних радова у домаћим и страним публикацијама из области разоружања и међународне безбедности.
Учествовао је на свим већим међународним конференцијама из области разоружања и међународне безбедности у периоду од 1976. до 1998. године
2006. године оптужен је за учешће у аферама Панцир и Сателит. Против њега се од 2005. водило шест судских спорова, од којих је за 4 добио правоснажне ослобађајуће пресуде до 2013. године.